# 英國皇家海軍陸戰隊第3突擊旅
第3突击旅是英军的一支突击部队，也是英国皇家海军陆战队的主要机动单位。其成员大多为皇家海军陆战队员以及炮兵、工兵、海军航空兵等兵种的成员和其他拥有突击队资质的士兵。
该旅建立于1943年，当时下辖陆军突击部队和海军陆战队单位，并参与了缅甸战役。2战后，陆军突击队解散，第3突击旅转隶海军陆战队。二战结束后，该部队参与了苏伊士运河危机、福克兰战争、海湾战争和阿富汗战争。

## 历史
第3特勤旅（3rd Special Service Brigade）组建于1943年，随后它经海路抵达远东并参与缅甸战役。 1944年12月6日，由于Special Service一词的缩写和纳粹党卫队一致，该部队更名为第3突击旅。 1945年1月，该部队参与了170高地之战。
随后，该部队退出缅甸准备登陆马来半岛，然而在计划开始前，两次原子弹爆炸就结束了战争。隨後香港重光，该部队於1945年9月移防香港，成爲夏慤臨時軍政府組成初期的治安部隊。
1946年，陆军突击队全部解散，该旅转隶皇家海军陆战队。
二战期间，该旅包含以下单位：
- 第1突击营
- 第5突击营
- 第42陆战突击营
- 第44陆战突击营

### 战后
苏伊士运河危机期间，第3突击旅针对埃及目标实施了缅甸战役。火枪手行动中，该旅单位进行了机降作战。
1971年，在英军撤出远东及波斯湾后。第三突击旅随其他部队撤回国内并驻扎在普利茅斯的石屋兵营。 1972年7月，该旅部署到北爱尔兰以应对升级的骚乱。

### 福克兰战争
福克兰战争中，得到第2、3三兵营加强的第3突击旅是当时英军两支主要登陆力量之一。该旅在圣卡洛斯湾登陆并穿过东福克兰岛到达斯坦利。途中，他们和阿根廷部队激战数次，均获得胜利。6月14日，阿根廷部队投降。

### 海湾战争
1991年海湾战争后，由于具有快速反应能力，第3突击旅派到伊拉克东北部的库尔德人聚居地执行非战斗任务。战争使得当地损失惨重，该旅为当地人提供了人道主义救援。

### 21世纪

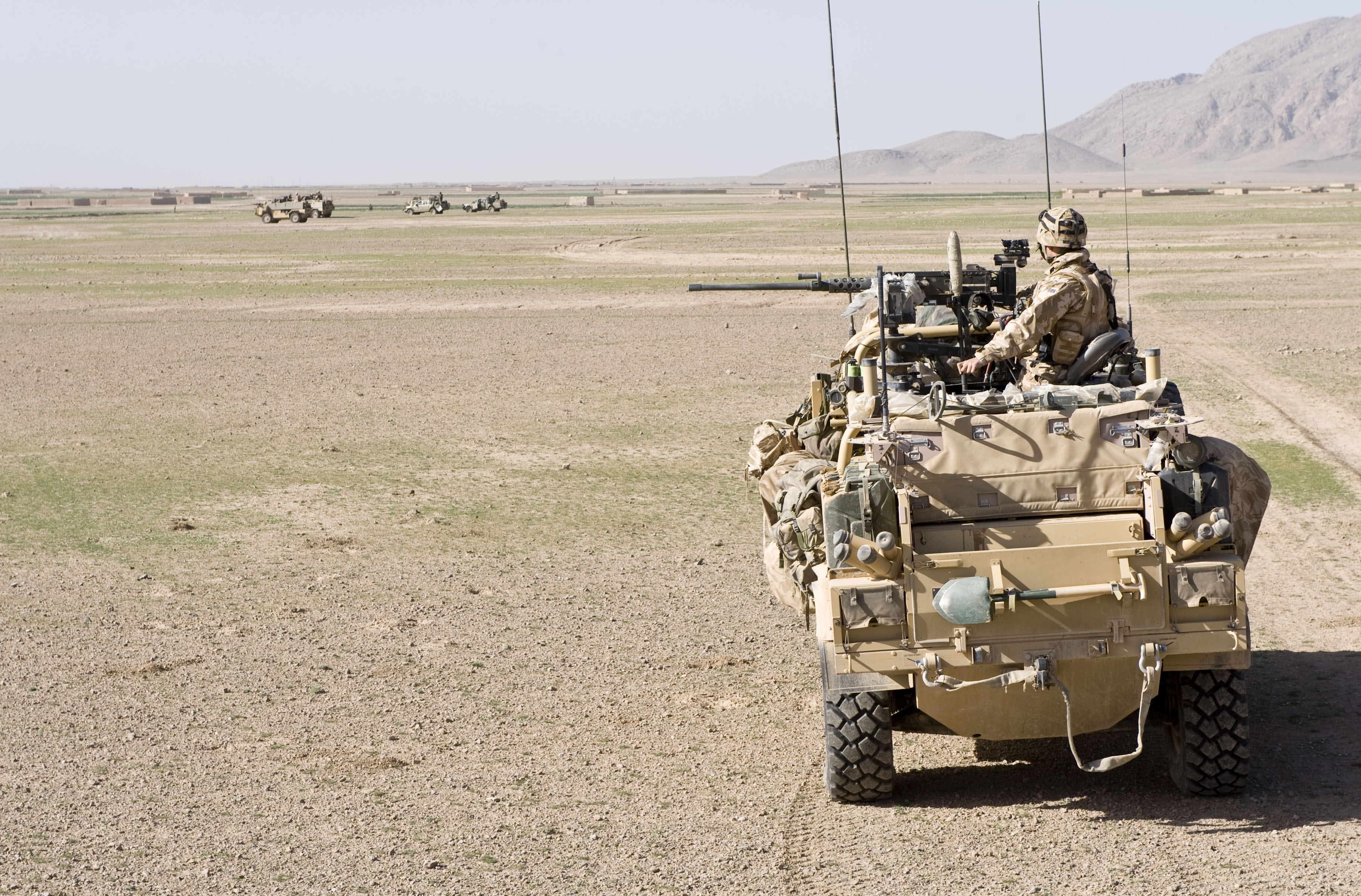
第3突击旅的一辆豺狼装甲车，摄于阿富汗。

2001年起，第3突击旅开始在阿富汗执行任务。2003年，第3突击旅参加伊拉克战争。第三突击旅在阿富汗并没有与敌军交战。但在伊拉克法奥半岛，该旅进行了20年来首次两期作战。 2006年，该旅取代第16空中突击旅，前往战火纷飞的阿富汗执行任务。 

## 编制
该旅的旅長由皇家海军陆战队准将担任，隊員来自陆战队及三军。

| 皇家海军陆战队单位                                        | 陆军单位                                        |
| --------------------------------------------------------- | ----------------------------------------------- |
| 第30突击情报处理队 （石屋兵营，普利茅斯）                 | 皇家工兵第24突击團 （雪维诺陆战队基地，德文郡） |
| 第40突击隊 （诺顿庄园兵营，唐顿）                         | 皇家炮兵第29突击團 （古皇城，普利茅斯）         |
| 第42突击隊 （比克利兵营，普利茅斯）                       | 皇家后勤兵团第383石油部隊                       |
| 第45突击隊 （秃鹰军事基地，阿布罗斯）                     | 荷兰皇家海军陆战队 （英荷登陸部隊之一部）       |
| 第43舰队保护突击大隊 （克莱德海军基地，阿盖尔-比特）      | 第1海军陆战大队                                 |
| 第539突击中队 （德文港海军基地，普利茅斯）                |                                                 |
| 皇家海军陆战装甲支援大队 （耶奥维尔海军航空站，森麻實郡） |                                                 |
| 突击后勤团 （雪维诺陆战队基地，德文郡）                   |                                                 |